# Llista de topònims de Montescot
Llista de topònims (noms propis de lloc) de Montescot (Rosselló).
Informació actualitzada per un bot. Els canvis manuals es perdran quan s'actualitzi!

## canal
| imatge | Nom                | Ubicat a                  | instància de | Detalls                                        | coordenades                                           | Protecció | Commons (més fotos) | Dades a WD                    |
| ------ | ------------------ | ------------------------- | ------------ | ---------------------------------------------- | ----------------------------------------------------- | --------- | ------------------- | ----------------------------- |
|        | Agulla de l'Aigual | Montescot Vilanova de Raò | canal        |                                                | 42° 37′ 04″ N, 2° 55′ 23″ E / 42.6178333333°N,2.923°E |           |                     | Modifica les dades a Wikidata |
|        | Agulla de la Mar   | Pirineus Orientals        | canal        | Desemboca: Estany de Sant Nazari Llarg: 13.3km | 42° 38′ 58″ N, 3° 01′ 05″ E / 42.649575°N,3.018182°E  |           |                     | Modifica les dades a Wikidata |

## Misc
| imatge | Nom                          | Ubicat a                                               | instància de                          | Detalls                                             | coordenades                                                                                  | Protecció | Commons (més fotos)              | Dades a WD                    |
| ------ | ---------------------------- | ------------------------------------------------------ | ------------------------------------- | --------------------------------------------------- | -------------------------------------------------------------------------------------------- | --------- | -------------------------------- | ----------------------------- |
|        | Avalrí                       | Montescot                                              | vilatge                               | Estil: arquitectura romànica                        | 42° 37′ 01″ N, 2° 55′ 42″ E / 42.61694444°N,2.92833333°E 18.22 msnm                          |           |                                  | Modifica les dades a Wikidata |
|        | El Pa de Sucre               | Montescot                                              | localitat                             |                                                     | 42° 36′ 47″ N, 2° 54′ 58″ E / 42.612972°N,2.916222°E 17.7 msnm                               |           |                                  | Modifica les dades a Wikidata |
|        | Santa Maria de Montescot     | Montescot                                              | església Ús: església                 | Estil: arquitectura romànica Dedicat a: Verge Maria | 42° 36′ 26″ N, 2° 55′ 57″ E / 42.6073°N,2.9326°E 11.5 msnm                                   |           | Église Sainte-Marie de Montescot | Modifica les dades a Wikidata |
|        | casa de la vila de Montescot | Montescot                                              | instal·lació Ús: seu del govern local |                                                     | 42° 36′ 28″ N, 2° 56′ 00″ E / 42.6076757294915°N,2.93346912350274°E fr:66200 MONTESCOT       |           | Town hall of Montescot           | Modifica les dades a Wikidata |
|        | estany de Vilanova de Raò    | Vilanova de Raò Montescot Bages de Rosselló Pollestres | llac Ús: regadiu turisme              | 1976 Llarg: 1080m Alt: 9m Volum: 17.5ha             | 42° 37′ 52″ N, 2° 54′ 13″ E / 42.630994444444°N,2.9036333333333°E 20 msnm                    |           | Lake of Villeneuve de la Raho    | Modifica les dades a Wikidata |
|        | golf de Montescot            | Montescot                                              | camp de golf                          | 2008                                                | 42° 37′ 22″ N, 2° 55′ 20″ E / 42.62289°N,2.92214°E fr:14 ALLÉE DES VALMARIES 66200 Montescot |           |                                  | Modifica les dades a Wikidata |